# Miguel Arroyo (1966)
Miguel Arroyo Rosales (Huamantla, Tlaxcala, 6 december 1966 – Puebla, 30 januari 2020) was een Mexicaans wielrenner. 
Later was hij gemeenteraadslid voor de Partij van de Democratische Revolutie in zijn woonplaats Huamantla. In 2004 deed hij vergeefs een gooi naar het burgemeesterschap.

## Erelijst
1988
Eindklassement Ronde van Mexico
1993
2e etappe Redlands Bicycle Classic
7e etappe Ronde van Mexico
1998
Eindklassement Ronde van Mexico
1999
Eindklassement Ronde van Costa Rica
2000
5e etappe Ronde van Guatemala
 Mexicaans kampioen op de weg, Elite

## Resultaten in voornaamste wedstrijden
| Jaar | Ronde van Italië | Ronde van Frankrijk | Ronde van Spanje |
| ---- | ---------------- | ------------------- | ---------------- |
| 1989 | 60e              |                     |                  |
| 1991 | 25e              |                     |                  |
| 1992 |                  |                     | 36e              |
| 1993 |                  |                     |                  |
| 1994 |                  | 48e                 |                  |
| 1995 |                  | 61e                 | opgave           |
| 1997 |                  | 76e                 |                  |

| Jaar | Luik-Bast.‑Luik | Waalse Pijl |  | WK op de weg |
| ---- | --------------- | ----------- |  | ------------ |
| 1989 |                 |             |  | opgave       |
| 1991 |                 |             |  | 20e          |
| 1992 |                 |             |  | 72e          |
| 1993 |                 |             |  | opgave       |
| 1994 | 56e             | 45e         |  | 19e          |
| 1995 |                 |             |  | opgave       |
| 1997 |                 |             |  |              |